# Dunder Mifflin
Dunder Mifflin Paper Company, Inc. é uma empresa fictícia de papel e material de escritório apresentada na série de televisão estadunidense The Office. É análoga a Wernham Hogg, presente na versão original britânica. Originalmente fictícia, a marca foi eventualmente usada para vender produtos na Staples e outras lojas de materiais de escritório.
Duas páginas na internet foram criadas para apoiar a empresa fictícia, uma como site público e outra destinada a se parecer com a intranet da corporação. A NBC também vendeu mercadorias com a marca em sua loja oficial. Seu logotipo foi exibido com destaque em vários locais do centro de Scranton, onde o programa se passa. A cidade foi associada diretamente a Dunder Mifflin devido ao alcance internacional da série. Em 2008, durante discurso do Dia de São Patrício no subúrbio de Dickson City, o então-Taoiseach (primeiro-ministro) da Irlanda, Bertie Ahern, referiu-se à empresa como se fosse real.
A marca também entrou no centro de uma ação judicial de violação de marca registrada movida pela NBCUniversal contra a Jay Kennette Media Group; quando a NBC tentou registrar o nome em 2020, eles foram negados porque Jay Kennette já havia registrado em 2017 e vendia mercadorias antes da NBC.

## História
Um episódio da quarta temporada, "Dunder Mifflin Infinity", informa que a empresa foi fundada em 1949 por Robert Dunder (John Ingle) e Robert Mifflin, inicialmente para vender material usado em construção. O episódio "Company Picnic" da quinta temporada afirma que os co-fundadores se conheceram no Dartmouth College. U.S. News & World Report a compara com muitas empresas reais: "Está enfrentando um mercado cada vez mais competitivo. Como muitas empresas menores, ela simplesmente não consegue competir com os preços baixos de rivais grandes, como Staples, OfficeMax e Office Depot, e parece estar constantemente perdendo clientes corporativos que estão focados em cortar custos por conta própria". Os criadores do programa compartilham esta avaliação: "É uma distribuidora básica, não tão grande", diz o coprodutor Kent Zbornak. "Já que a Dunder Mifflin poderia ser considerada uma de nossas concorrentes", afirma Chuck Rubin, executivo da Office Depot, "eu acho que Michael Scott é realmente a pessoa perfeita para administrar o escritório em Scranton".
A empresa foi retratada como sediada na cidade de Nova York, com filiais em cidades menores do nordeste dos Estados Unidos. Os episódios se passam na filial de Scranton, mas outras filiais foram mencionadas e vistas. A agora fechada filial de Stamford foi exibida quando Jim Halpert (John Krasinski) foi transferido durante a primeira metade da terceira temporada. Outro episódio, "Branch Wars", deu aos espectadores um breve vislumbre da filial de Utica. Zbornak diz que a cidade estava na lista de possíveis sedes do programa e que sempre pretenderam que o local recebesse pelo menos uma filial, por questões de fonética. "Utica era um nome que soava muito diferente de Scranton", diz Zbornak. Mas também, "fizemos uma pequena pesquisa e pensamos que nosso tipo de negócio poderia sobreviver em Utica".

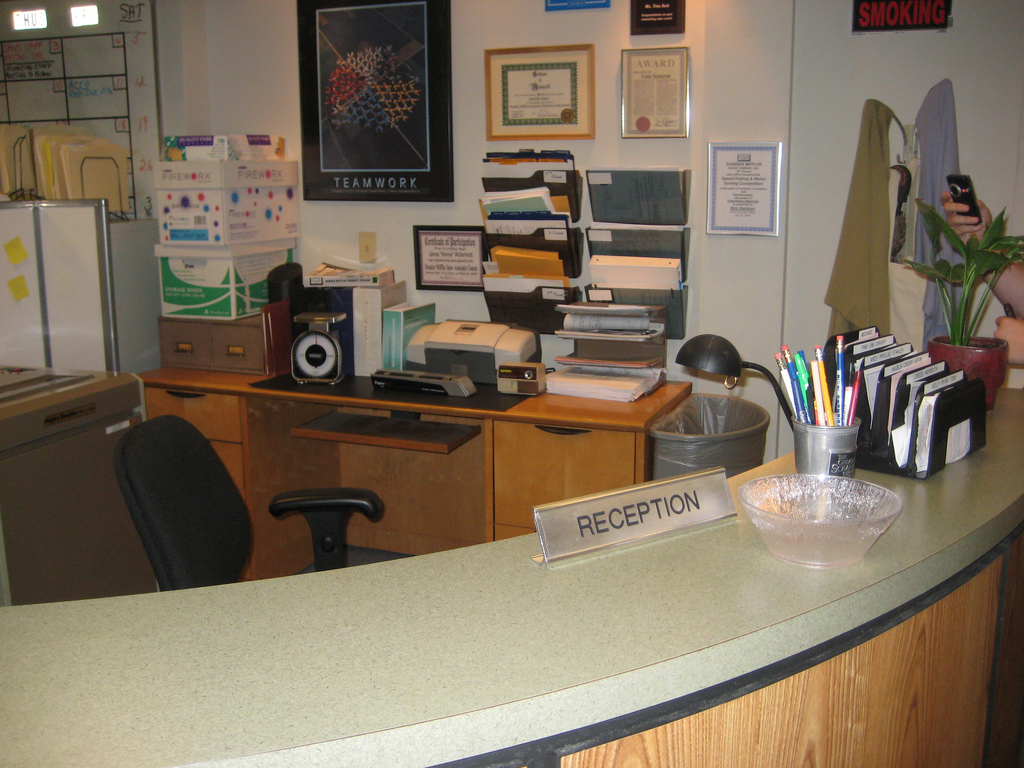
Recepção da Dunder Mifflin em Scranton, exibida no programa

Uma filial de Buffalo foi mencionada em vários episódios e um escritório em Rochester também foi mencionado no episódio intitulado "Lecture Circuit". A página da empresa também lista um em Yonkers. Albany é mais um local mencionado, mas uma cena excluída de "Stress Relief" revela que o escritório foi fechado. Diz-se também que existem filiais em outros estados além de Nova Iorque, incluindo Akron (Ohio), Camden (Nova Jérsei) e Nashua (Nova Hampshire). Em "Company Picnic" é anunciado que as filiais de Camden e Yonkers fecharam e que a de Buffalo está prestes a fechar. Em "Boys and Girls", Pittsfield foi mencionada por Jan como tendo sido fechada quando seus trabalhadores do depósito se sindicalizaram. O episódio "Turf War" foca no fechamento em Binghamton e como os representantes de Syracuse estão competindo com Scranton pelos antigos clientes de Binghamton.
A escritora de negócios Megan Barnett apontou paralelos entre Dunder Mifflin e a empresa de papel real W.B. Mason com sede perto de Boston, em Brockton (Massachusetts). Com foco similarmente regional, atende clientes corporativos e institucionais nos estados do Médio Atlântico e da Nova Inglaterra. Assim como a Dunder Mifflin, sua linha de produtos original era algo diferente do papel e enfrentava forte concorrência de redes nacionais e internacionais. Ela também tem uma filial em Stamford, mas a Mason permanece aberta. Em 2009, houve um escândalo contábil que resultou em um pagamento de US$ 545 mil a clientes corporativos, semelhante quando a Dunder Mifflin teve que lidar com a prisão de Ryan Howard por fraude no ano anterior.

### Organização
O estilo de gestão hierárquica "claramente disfuncional" da empresa é uma grande fonte de tensão no programa, observa o escritor Ramsin Canon, de Chicago. A sede corporativa rejeita o comercial de televisão que Michael criou, pois ele, por sua vez, insistiu em suas ideias no vídeo. Ryan Howard (B. J. Novak), que começou como trabalhador temporário, torna-se o mentor de Michael porque tem um Mestrado em Administração de Empresas, apesar de nunca ter vendido nenhum papel ou produto. A representação do programa de uma organização corporativa disfuncional levou alguns comentaristas a comparar Dunder Mifflin ao fabricante de software Initech na comédia Office Space de Mike Judge e a empresa sem nome em que a história em quadrinhos Dilbert se passa.
A Dunder Mifflin também é descrita como uma empresa precisando de ajuda para acomodar as demandas de uma força de trabalho diversificada. Alguns episódios se concentraram em sessões de treinamento de sensibilidade e outras ações informais. O assédio sexual também ocorreu com frequência suficiente para ter um episódio dedicado ao tema. A advogada trabalhista Julie Elgar criou um blog para analisar cada episódio em busca de desenvolvimentos da trama que provavelmente seriam ilegais se ocorressem na vida real e estimando o possível veredicto que a empresa incorreria caso uma ação fosse movida — como o caso da ex-supervisora de Michael, Jan Levinson (Melora Hardin), fez em um episódio.
Greg Daniels, o criador do programa, disse que muitos trechos do enredo são baseados em anedotas contadas durante o treinamento de diversidade que ele e os outros membros da equipe do programa são obrigados a contratar anualmente como funcionários da NBC, uma subsidiária da Comcast. O episódio "Boys and Girls" mostrou que a empresa resistiu fortemente aos esforços de sindicalização de seus funcionários, ao ponto de fechar uma filial, como muitas empresas reais fazem ou ameaçam fazer.

## Localização

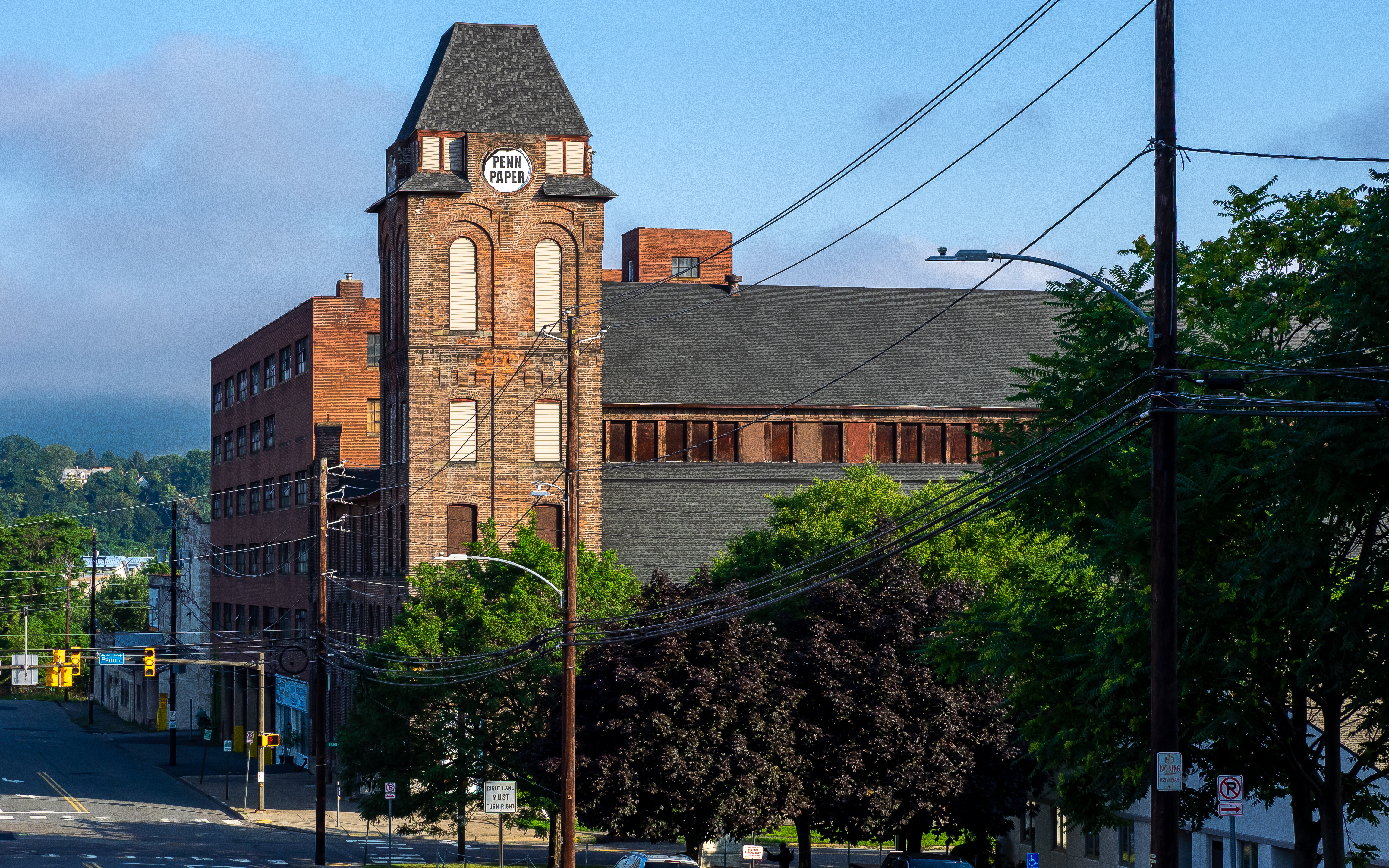
A torre da Pennsylvania Paper & Supply Company, vista nos créditos de abertura de The Office.

O escritório e o depósito da filial de Scranton foram na verdade instalados na sede da produtora em Van Nuys, embora um escritório real tenha sido usado na primeira temporada do programa. As cenas ambientadas no estacionamento usaram o exterior do prédio da produtora também. Como o cenário não tinha janelas, a sala da escritora Jennifer Celotta estava caracterizada para se parecer com a de Michael Scott quando o roteiro pedia que ele ou outra pessoa olhasse pela janela ao estacionamento.  Na segunda temporada e nas subsequentes, os interiores e exteriores dos escritórios estão em um local diferente em Van Nuys.
Alguns espectadores presumiram que a torre da Pennsylvania Paper and Supply Company, um marco no centro de Scranton que aparece em um vídeo filmado pelo membro do elenco John Krasinski para a abertura da série fosse a sede da Dunder Mifflin. A empresa verdadeira, que também vende papel e material de escritório, acolheu com satisfação a exposição (e consequente aumento dos negócios) e possui uma sala no térreo onde vende seus produtos e camisetas com a fotografia da torre. Em 2008, anunciou inclusive que adicionaria o logotipo da Dunder Mifflin próximo ao topo da torre. Em dezembro de 2021, este logotipo pode ser visto no Street View do Google na esquina da Vine Street com a Penn Avenue.

## Impacto
O sucesso do programa levou à venda de produtos reais com o logotipo da Dunder Mifflin. A NBC vende camisetas, canecas, calendários e outros itens em sua página na internet bem como na loja física localizada em Nova Iorque. Em 2006, o site 80stees.com classificou a Dunder Mifflin como a segunda melhor marca fictícia, perdendo apenas para Duff Beer de Os Simpsons.
Em 2007, a equipe de The Office elaborou uma convenção anual. Fãs que pagaram por assentos reservados em uma "reunião incomum de acionistas" receberam um relatório anual e uma resma de papel de cortesia. Em novembro de 2011, a Staples Inc. anunciou que venderia seu papel sob o nome "Dunder Mifflin", sob licença da controladora da NBC, Comcast. Os produtos da Dunder Mifflin também foram produzidos e vendidos pela Quill.com, uma subsidiária da Staples. A marca expandiu sua linha de produtos além do papel em novembro de 2012.
Em agosto de 2022, a produção realizou uma convenção no Meadowlands em New Jersey. Apelidada de "Dundercon", o evento permitiu que os fãs se encontrassem com os membros do elenco. No episódio "The Story of Owe" da série Las Vegas, a empresa é mencionada, e em Randal's Monday, uma placa da Dunder Mifflin é visível em uma cena da cidade.